# المنصور (بودة)
المنصور أو قصر المنصور هو أحد قصور بلدية بودة بدائرة أدرار التابعة لولاية أدرار بالجنوب الغربي الجزائري.

## أصل التسمية
سمي قصر المنصور بهذا الاسم نسبة إلى الولي المشهور المدفون به والملقب بسيدي منصور.

## التاريخ
يعتبر قصر المنصور الأهم من الناحية التاريخية، فقد كان مقر سكن قائد بودة ومركز التبادل التجاري.

## السكان
يسكن قصر المنصور ثلاث قبائل هي أولاد ملوك وأولاد شيخ محمد وأولاد علي من تيمي، يحيط بقصر المنصور سور مرتفع وخندق للحماية ويتبع كل سكانه الطريقة الطيبية.

## النشاط الفلاحي
يعمل أغلب سكان قصر المنصور في الفلاحة التي يغلب عليها غرس النخيل ويستعمل السكان تقنية الفقارة لتوفير المياه للسقي، نجد بالمنصور ست فقارات هي:
| إسم الفقارة | عدد الآبار |
| ----------- | ---------- |
| بكة يوسف    | ؟          |
| حبي         | 250        |
| أبنكور      | ؟          |
| تكوزة       | ؟          |
| يوسف        | ؟          |
| إجمو        | 600        |

## الأعلام
1. سيدي مولاي عبد الواحد: وهو ولي صالح له ضريح بالمنصور وتقام له زيارة سنوية.[2]
2. محمد بن عبد القادر بن الحاج بلقاسم: أحد أعلام توات نهاية القرن التاسع عشر، كان رجلاً غنياً تصالحياً وحكيماً. بعد رحلته إلى فاس عام 1892 م عين قائداً على بودة وتمنطيط، قبل تنصيبه كان قد أظهر أحكام إيجابية فيما يتعلق بالنفوذ الفرنسي وكانت لديه علاقات جيدة جدا مع قدور بن حمزة تواصلت مع خلفائه.[1]
3. باعلي ولد محمد البشير: أحد أعلام قصر المنصور نهاية القرن التاسع عشر [1]